# Steve Pavlina

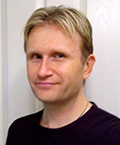
Steve Pavlina

Steve Pavlina (ur. 14 kwietnia 1971) – mówca motywacyjny, założyciel firmy Dexterity Software tworzącej gry komputerowe. Prowadzi blog, w którym pisze na tematy związane z rozwojem osobistym. Przez ponad 5 miesięcy próbował wielofazowego rytmu snu – sypiał co 4 godziny po 20 minut.